# 日野資教
日野資教（ひの すけのり、延文元年（1356年） - 正長元年（1428年）4月29日）は、室町時代前期の公卿。法名は性光。

## 官歴
- 時期不明：蔵人頭、大弁、正四位上
- 永和4年（1378年）：参議
- 康暦元年（1379年）：従三位、右衛門督、使別当
- 康暦2年（1380年）：左衛門督
- 永徳元年（1381年）：権中納言、正三位
- 永徳3年（1383年）：従二位
- 明徳2年（1391年）：正二位
- 明徳3年（1392年）：権大納言
- 応永12年（1405年）：従一位、出家のため致仕

## 系譜
- 父：日野時光
- 兄：裏松資康
- 弟：日野西資国
- 子：裏松資康
- 子：日野有光
- 子：日野家秀